# Mohanad Ali
Mohanad Ali Kadhim al-Shammari (arabisch مهند علي, DMG Muhannad ʿAlī; * 20. Juni 2000 in Bagdad) ist ein irakischer Fußballspieler.

## Karriere

### Verein
Ali begann seine Karriere beim al-Shorta SC. Für Al-Shorta kam er bereits als Dreizehnjähriger für die erste Mannschaft zum Einsatz und konnte in der Saison 2013/14 mit dem Verein irakischer Meister werden. In der Saison 2014/15 wurde er nicht eingesetzt, in der Spielzeit 2015/16 kam er zu 14 Einsätzen.
Die Saison 2016/17 verbrachte er auf Leihbasis beim Ligakonkurrenten Al-Kahrabaa SC. Für Al-Kahrabaa kam er während der Leihe zu 31 Einsätzen in der irakischen Liga. Nach dem Ende der Leihe kehrte Ali zur Saison 2017/18 zu Al-Shorta zurück. In der Saison 2017/18 kam er zu 32 Ligaeinsätzen, in denen er 17 Tore erzielte. In der Saison 2018/19 wurde Ali mit seiner Mannschaft ein zweites Mal irakischer Meister, zum Meistertitel steuerte er 19 Tore in 30 Einsätzen bei.
Zur Saison 2019/20 wechselte er nach Katar zum al-Duhail SC. Sein Debüt in der Qatar Stars League gab er im August 2019, als er am ersten Spieltag jener Saison gegen den Qatar SC in der Startelf stand und in der 57. Minute durch Mohammed Muntari ersetzt wurde. Im Oktober 2019 erzielte er bei einem 2:1-Sieg gegen al-Sailiya sein erstes Tor in der höchsten katarischen Spielklasse. Nach neun Einsätzen für al-Duhail wurde er im Januar 2020 nach Portugal an den Portimonense SC verliehen. Im Februar 2020 debütierte er in der Primeira Liga, als er am 22. Spieltag gegen den FC Porto in der 77. Minute für Bruno Tabata eingewechselt wurde. Es folgte eine weitere Leihe an al-Sailiya. Nach Ablauf dieser Leihe wechselte der Iraker, erneut auf Leihbasis, nach Griechenland zu Aris Thessaloniki.

### Nationalmannschaft
Ali debütierte im Dezember 2017 in einem Testspiel gegen die Vereinigten Arabischen Emirate für die irakische A-Nationalmannschaft. Im Februar 2018 erzielte er in einem Testspiel gegen Saudi-Arabien seine ersten beiden Länderspieltore. Mit dem Irak nahm er 2019 an der Asienmeisterschaft teil. Ali scheiterte mit seiner Mannschaft im Achtelfinale am späteren Sieger Katar, während des Turniers kam er in allen vier Spielen zum Einsatz und erzielte dabei zwei Tore.

## Erfolge
Al-Shorta SC
- Irakischer Meister: 2013/14, 2018/19